# Modesty Blaise (film)
Pour le personnage créé par Peter O'Donnell, voir Modesty Blaise.
Pour plus de détails, voir Fiche technique et Distribution.
Modesty Blaise est un film d'espionnage britannique réalisé par Joseph Losey et sorti en 1966.

## Synopsis
Modesty Blaise, étrange aventurière dotée de la faculté de changer de look en un claquement de doigts, est recrutée par les services secrets britanniques pour apporter au cheikh Abu Tahir des diamants en paiement de services rendus au pays. Modesty demande à son bon ami Willie Garvin de l'accompagner dans sa mission. Dans son repaire, Gabriel, redoutable autant que séduisant criminel, peaufine ses plans pour se débarrasser de Modesty et s'emparer des diamants.

## Fiche technique
- Titre original : Modesty Blaise
- Réalisation : Joseph Losey
- Scénario et adaptation : Evan Jones et Stanley Dubens d'après la BD homonyme de Jim Holdaway et Peter O'Donnell publiée dans le quotidien britannique Evening Standard (1963)
- Direction artistique : Jack Shampan
- Décors : Richard Macdonald
- Costumes : Beatrice Dawson, Marissa Martelli (extras pour Monica Vitti), Douglas Hayward (garde-robe de Terence Stamp)
- Photographie : Jack Hildyard
- Son : Buster Ambler, John Cox
- Montage : Reginald Beck
- Musique : John Dankworth
- Production : Joseph Janni
- Sociétés de production : Modesty Blaise Ltd. (Royaume-Uni), 20th Century Fox Productions (Royaume-Uni)
- Sociétés de distribution : 20th Century Fox (Allemagne, Autriche, États-Unis, Finlande, France, Royaume-Uni), Franfilmdis (France)
- Budget : 3 M$ (estimation)
- Pays de production :  Royaume-Uni
- Langues originales : anglais, français, italien
- Format : 35 mm — couleur par Technicolor — 1.66:1 — son monophonique (Westrex Recording System)
- Genre : Comédie, espionnage
- Durée : 121 minutes
- Date de sortie :
  - Royaume-Uni : mai 1966
- (fr) Classifications CNC : tous publics, Art et Essai (visa d'exploitation no 32182 délivré le 8 août 1966)
- Affiches : Raymond Elseviers (Belgique), Enzo Nistri (Italie)

## Distribution
- Monica Vitti (VF : Nathalie Nerval) : Modesty Blaise
- Terence Stamp (VF : Serge Sauvion) : Willie Garvin
- Dirk Bogarde (VF : Bernard Dheran) : Gabriel
- Rossella Falk : Mrs Fothergill
- Harry Andrews (VF : Francois Chaumette) : Sir Gerald Tarrant
- Michael Craig (VF : Jean-Claude Michel) : Paul Hagan
- Clive Revill : McWhirter/le cheikh Abu Tahir
- Alexander Knox : le ministre
- Scilla Gabel : Melina
- Tina Aumont : Nicole

## Musique du film
1966 : BO éditée sur 33 tours 30 cm. Réédition en vinyle, CD, MP3 par les labels : Harkit Records, Mis, Silva Screen. Principales chansons : 
- Modesty (thème principal chanté), paroles de Benny Green et musique de John Dankworth, interprétée par David and Jonathan (en).
- Ice Is Nice, paroles d'Evan Jones et musique de John Dankworth, interprétée par Bob Breen.
- We Should Have (The End), paroles d'Evan Jones/Benny Green et musique de John Dankworth, interprétée par Monica Vitti et Terence Stamp.

## Distinctions

### Nomination et sélection
- France :  Festival de Cannes 1966 : film dans la Sélection officielle.
- Royaume-Uni : BAFTA Awards 1967 : Jack Hildyard nommé pour le prix de la meilleure photographie en couleurs.

## Tournage
- Intérieurs : Studios de Shepperton (Royaume-Uni)
- Extérieurs : 
  - Royaume-Uni : Farnborough, Londres
  - Pays-Bas : Amsterdam
  - Italie : Naples, Sant'Alessio Siculo

## Accueil
- Jean-Louis Bory[1] : « C'est un divertissement hypersophistiqué destiné à ravir certaine catégorie de la société anglaise, ceux qu'on pourrait appeler les post-wildiens. […] Déluge de snobisme d'un humour fol pour le spectateur qui trouvera, à juste titre, l'ombrelle parme pâle de M. Bogarde, emperruqué de blanc platine, plus importante que tel ou tel détail de l'intrigue — dont tout le monde se contrefiche, à commencer par Losey. La rocambolesque aventure des diamants offerts à un cheik pour son pétrole ne vaut que pour justifier certains gags décoratifs et un final très Chochotte d'Arabie qui ne manque pas de saveur. Je veux bien que Modesty Blaise relève des bandes dessinées, mais pour Harper's Bazaar. Et c'est à ce détour qu'apparaissent la « perversité » profonde du film, et sa portée, en même temps que le fantôme, une fois de plus, d'Oscar Wilde. […] Par sa forme, poussant ici le baroque jusqu'à sa propre caricature « maniérée », par ses thèmes, en particulier celui de l'ambiguïté des êtres et des sexes, Modesty Blaise participe à l'œuvre de Losey, c'est indiscutable. »
- The New York Times[2] : « M. Losey a réalisé un stéréotype en obligeant ses acteurs à adopter un style d’expression uniformément excentrique, comique et satirique. Mlle Vitti est généralement anguleuse et donne l’air de n’avoir aucune notion d’humour dans sa première comédie anglaise. M. Bogarde joue les faibles sans parodier, et Terence Stamp est tout de plomb en associé cockney de la pétulante héroïne. Harry Andrews est assez amusant en agent britannique des services secrets, mais Michael Craig force la note dans son rôle d’assistant, et Clive Revill est grandement ennuyeux en comptable qui gonfle les notes de frais de M. Bogarde. Le paysage, quelques arrangements op'art et une illustration musicale gay et nonchalante sont les seules choses systématiquement amusantes dans ce foldingue film en couleurs. »[3]
- Variety[4] : « Modesty Blaise est l’un des films les plus dingues et déjantés jamais faits. Pas seulement une parodie d’espionnage d'après la BD d’une James Bond féminine, la production colorée donne le fou rire grâce à bon nombre de scènes et de situations. La réalisation est excellente et l’on remarque plusieurs solides interprétations. »[3]